# 橘まいら
橘 まいら(たちはな まいら、1984年11月26日 - )は、香港生まれのAV女優。

## 人物
ベティ・リン 時代のプロフィール。
- 1983年7月18日生まれ。
- 血液型:O型
- 身長:160cm
- スリーサイズ:B96(H)・W58・H86
- 趣味:旅行、買い物。特技:ヨガ。

## 略歴
- 2007年11月にベティ・リンとして『オリエンタルHカップ』でアリスJAPANよりAVデビュー。
- 2008年6月に『魅惑の爆乳セルデビュー Hcup96cm』でMOODYZよりセルデビュー。

現在は橘 まいらとして活躍。

## 作品

### アダルトビデオ

#### ベティ・リン名義
- オリエンタルHカップ （2007年11月9日、アリスJAPAN）
- 爆乳極エロボディ （2007年12月14日、アリスJAPAN）
- 輪姦爆乳教師 （2008年1月11日、アリスJAPAN）
- 黒人（2008年2月8日、アリスJAPAN）
- 猥乳 （2008年3月14日、アリスJAPAN）
- 爆乳パイパン （2008年4月25日、アリスJAPAN）
- 魅惑の爆乳セルデビュー Hcup96cm （2008年6月1日、MOODYZ）
- 超絶品Hcupボディ×ヨガFUCK （2008年7月1日、MOODYZ）

#### 橘まいら名義
- テラちんぽVS現役ヨガ･セラピスト （2009年9月7日、みるきぃぷりん♪）
- みるスポ! × テラちんぽ （2009年12月19日、みるきぃぷりん♪）
- 売られる人妻 （2010年3月19日、なでしこ）
- エロ下着姿でダイエット中の巨乳義母に中出ししちゃいました! 8（2010年4月23日、なでしこ）